# Joseph Sadi-Lecointe

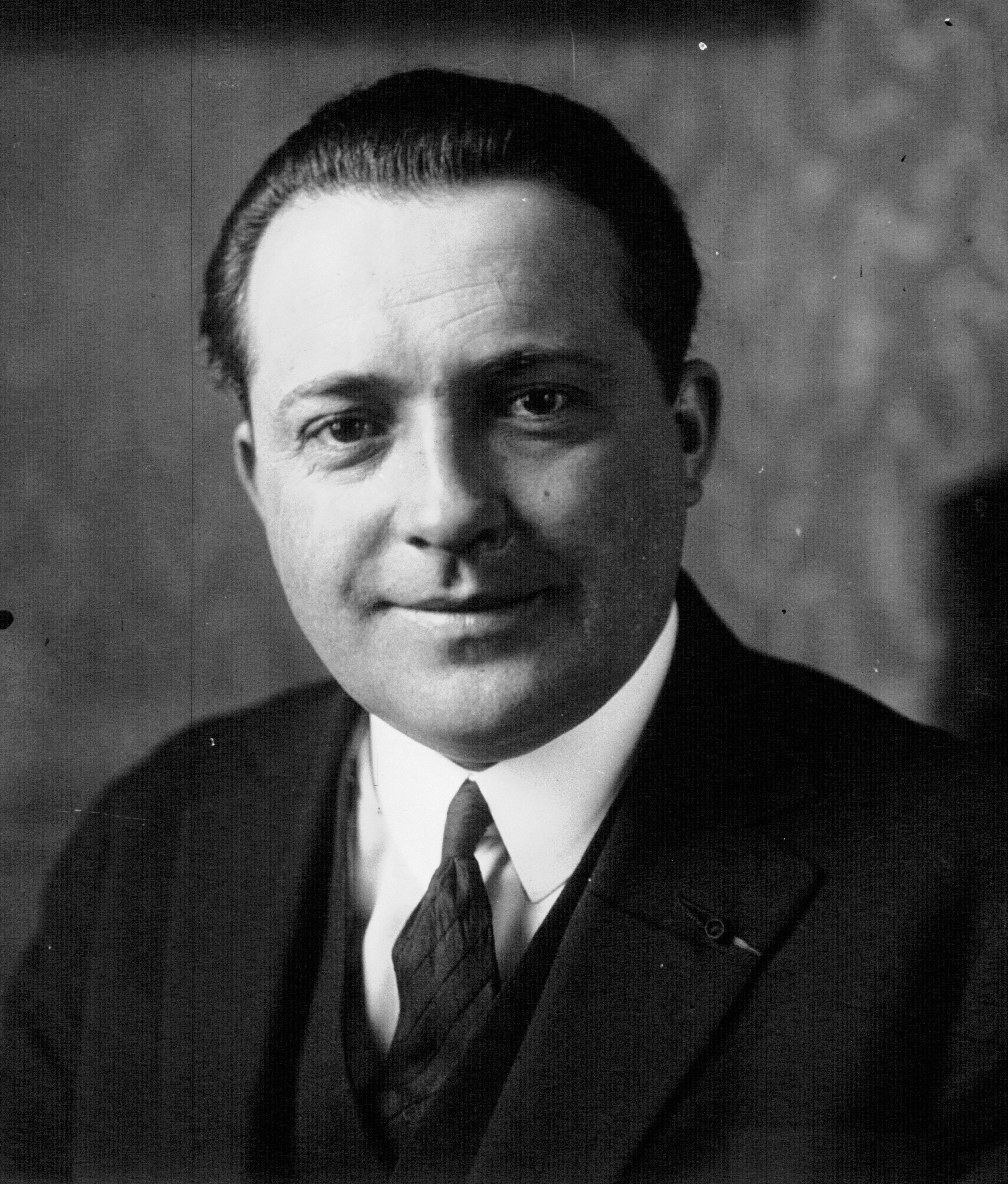
Joseph Sadi-Lecointe (1924)

Joseph Sadi-Lecointe (* 11. Juli 1891 in Saint-Germain-sur-Bresle; † 15. Juli 1944 in Paris) war ein französischer Pilot, der in den 1920er Jahren eine Reihe von Geschwindigkeits- und Höhenrekorden aufstellte.

## Leben
Der gelernte Dachdecker und Klempner Sadi-Lecointe lernte 1910 an der Zenith Flugschule bei Issy-les-Moulineaux fliegen und erhielt am 3. März 1911 die Fluglizenz Nr. 431 des Französischen Aeroclubs.
Noch vor dem Erhalt seiner Lizenz hatte er den französischen Politiker Georges Clemenceau am 22. Februar 1911 zu einem kurzen Flug mitgenommen. Er wurde im Oktober 1912 zum Militärdienst einberufen, war zuerst Pionier bei beim 1er régiment du génie in Versailles und kam dann als Mechaniker zur fliegenden Einheit Escadrille BL3, dort erhielt er die Militärpilotenlizenz Nr. 375 am 20. September 1913.
Am Ersten Weltkrieg nahm Joseph Sadi-Lecointe zuerst als Pilot und dann als Fluglehrer und Ausbilder teil.

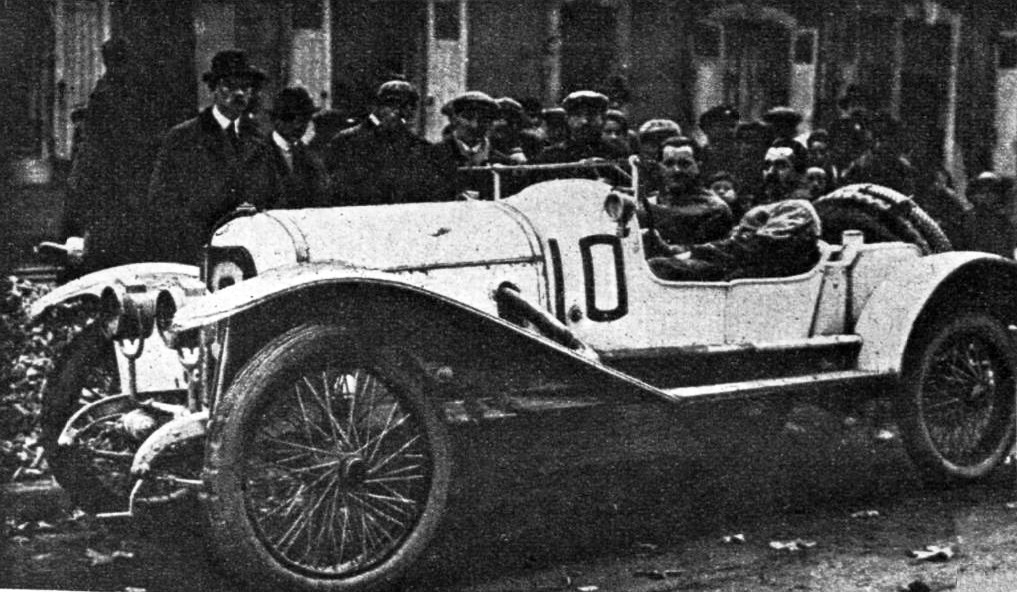
Joseph Sadi-Lecointe beim Rennen in Le Mans in einem Rolland-Pilain (Oktober 1920)

Ab dem 11. Mai 1919 arbeitete Joseph Sadi-Lecointe beim französischen Flugzeughersteller Nieuport als Chefpilot, er führte dort bis 1936 die Tests von mehreren Dutzend Flugzeugen aller Typen durch.
Eines der letzten Flugzeuge, das unter der Leitung des Chefingenieurs Gustave Delage bei Nieuport entstand, war der Nurflügler Nieuport-Delage NiD 941. Joseph Sadi-Lecointe führte im Februar 1934 die offiziellen Testflüge durch. Trotz einiger Modifikationen litt die Maschine unter Stabilitätsproblemen und erhielt kein Lufttüchtigkeitszeugnis.
In den Jahren 1937 und 1938 organisierte Sadi-Lecointe Volksluftfahrtschulen und wurde zum Generalinspektor für Zivil- und Volksluftfahrt ernannt.
Im Zweiten Weltkrieg schloss er sich als Gegner des Vichy-Regimes der französischen Résistance unter Jean Moulin an. Sadi-Lecointe wurde am 21. März 1944 von der Gestapo verhaftet und in das Gefängnis Fresnes gebracht. Dort wurde er so schwer misshandelt, dass er zwei Monate nach seiner Entlassung an den Folgen der Folter am 15. Juli 1944 in Paris starb.

## Rekorde
Joseph Sadi-Lecointe errang zwischen 1920 und 1924 zwölf FAI-Rekorde.